# 鎖

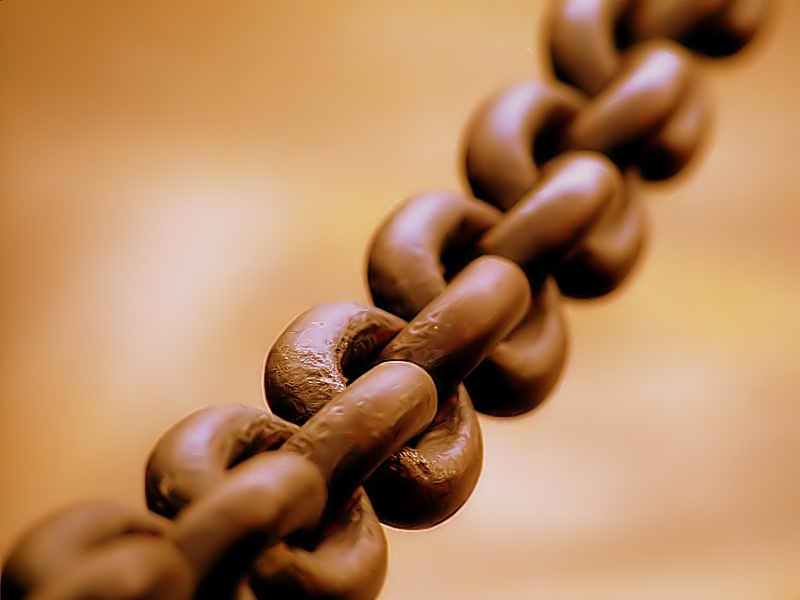
一般的な鎖

鎖（くさり、coil chain）とは、環状の部品を繋げて線状にしたもの。複数連結され鎖を形成している個々の素子を鎖素子という。
元来は同じ形状の部材を連続的に接続したものだが、ローラーチェーンやボールチェーン(ビーズチェーン)のように複数種の部材からなるものでもチェーンと総称される。
近代以後、安定した品質の長大鋼線が量産可能になると、これを縒り合わせた、重量あたりの引っ張り荷重がより大きいワイヤーロープに鎖の多くが取って代わられた。しかし細鋼線の束であるワイヤーロープに比べ、鎖は腐蝕に強い、太くとも可撓性が高い、切り口のほつれ防止や留め金を付ける処置が不要等の長所もあり、依然として多く使用される。
鎖は施錠や、タイヤチェーン、あるいはチェーンブロック、吊り具などの楊荷などに使われる（ワイヤーを使うものはクレーンやウインチを参照。）。小さなものにはネックレスなどの装身具用、大きなものには船の投錨用がある。
素材は用途にもよるが、主に古くからある鋼製の他、それを表面処理したもの、強度を高めた物、ステンレス鋼、プラスチックなどがある。

## 歴史
鎖は紀元前から存在した。少なくとも紀元前225年以降、金属製チェーンが使用されていたことがわかっている。紀元前に使われていた似た物として、籠や糸の織物などが存在していた。
地中海沿岸では港で鎖が使用されていた。当時の地中海沿岸の港は城壁の一部として防護壁の役割があり敵の侵入を防ぐために港口を鎖で封鎖できるようになっており、このような構造はピレウスの港で初めて採用されたといわれている。
鎖を初めて船舶の係留に使用したのは、8世紀から12世紀にかけてスカンジナビア半島を拠点にヨーロッパで活動したヴァイキングとされている。ヴァイキングは航海術だけでなく金属加工にも長けており、鉄を鍛え、焼入れする技術も持っていた。ところが、ヴァイキングの時代が終わると数世紀にわたりアンカーチェーンの使用例は見られなくなった。18世紀、大航海時代に入り、船舶の大型化とともに船体の強化のために鋼板が張られるようになり、従来の麻のロープでは擦り切れてしまうため再びアンカーチェーンが使用されるようになった。
1550年、ゲオルク・アグリコラによって書かれたラテン語の技術書『デ・レ・メタリカ』には、物を吊る道具、水を汲む道具、物を運ぶ道具を構成する部品として様々なチェーンの使用例が版画で表現されている。

## 種類

### 形状別の種類

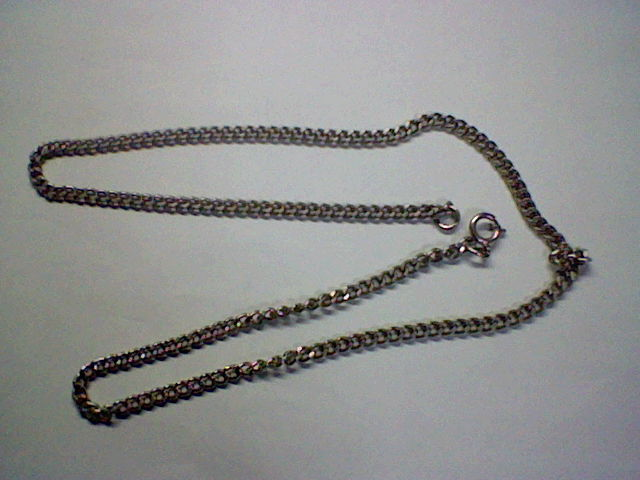
喜平タイプのネックレス・チェーン

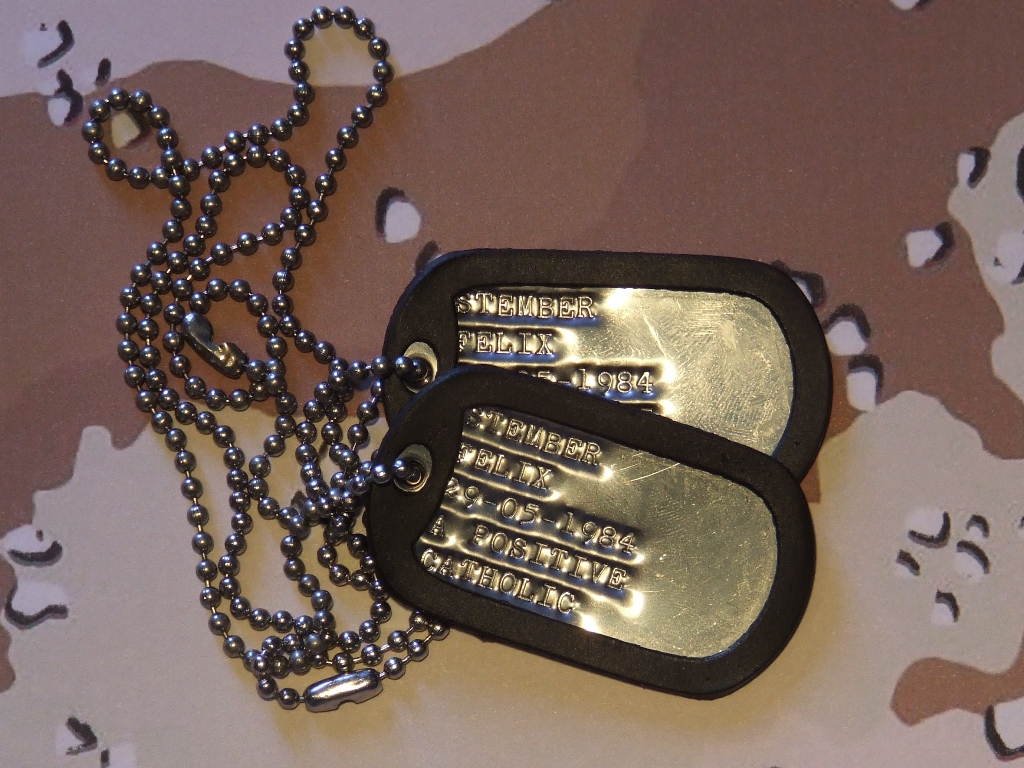
認識票に使用されているボールチェーン

- 長鎖環（ロングリンクチェーン）

一般にみかけるもの。
- 短鎖環（ショートリンクチェーン）

一般にみかけるもの。
- 雑用鎖
- 捻り鎖

繋いだ鎖の環をひねったもの（ひねってつぶしたものは喜平と呼ばれる）。装飾用のツイストチェーンなどでは、何重にもひねって中央を棒状にしたものも存在する。
- ビクター鎖
- マンテル鎖
- サッシュ鎖

打ち抜きチェーンともいう。
- ラダーチェーン

はしご状に繋いだ鎖。
- ロープチェーン

ひとつの環のなかに2本以上の環を重複して繋いだ鎖。装飾用のものはハワイアンジュエリーなどで多く用いられる。
- ローラーチェーン

ローラー、ブッシュ、内側プレート、外側プレート、軸の組み合わせで一単位として構成され、スプロケットと使用することにより主に動力の伝達に用いられる鎖。

- 喜平（きへい）

繋いだ鎖の環をひねってつぶしたもの。騎兵の馬に施された装飾に由来する呼称。ネックレスなどの装身具にも使われる。二面・四面・六面・八面など面取りした物もあり、環を二重に繋いだ「W喜平」なども存在する。
また、それぞれの環を長く伸ばした「長喜平」や、ひねってつぶした環の長いものと短いものを交互に組み合わせた「フィガロチェーン」なども存在する。
- 玉鎖（たまぐさり）

ボールチェーンとも呼ばれる。線材ではなく薄い金属板に鉄アレイ状のジョイントを挟みながら球形にかしめて鎖状にしたもので、構造的に加重に対する強度は求められない。チェーンの両端をコネクタで接続することでリング状にすることもできる。ステンレス製のものは浴槽や洗面台の排水栓の遺失防止などに用いられている。
リング状にしたものはネックレスなどの装飾用にも用いられる。装飾用のボールチェーンはステンレス製のほかにも、金や銀などの素材が使われる事もあり、また球面ではなく多面体的なカットを施したものもある。

### 用途別の種類

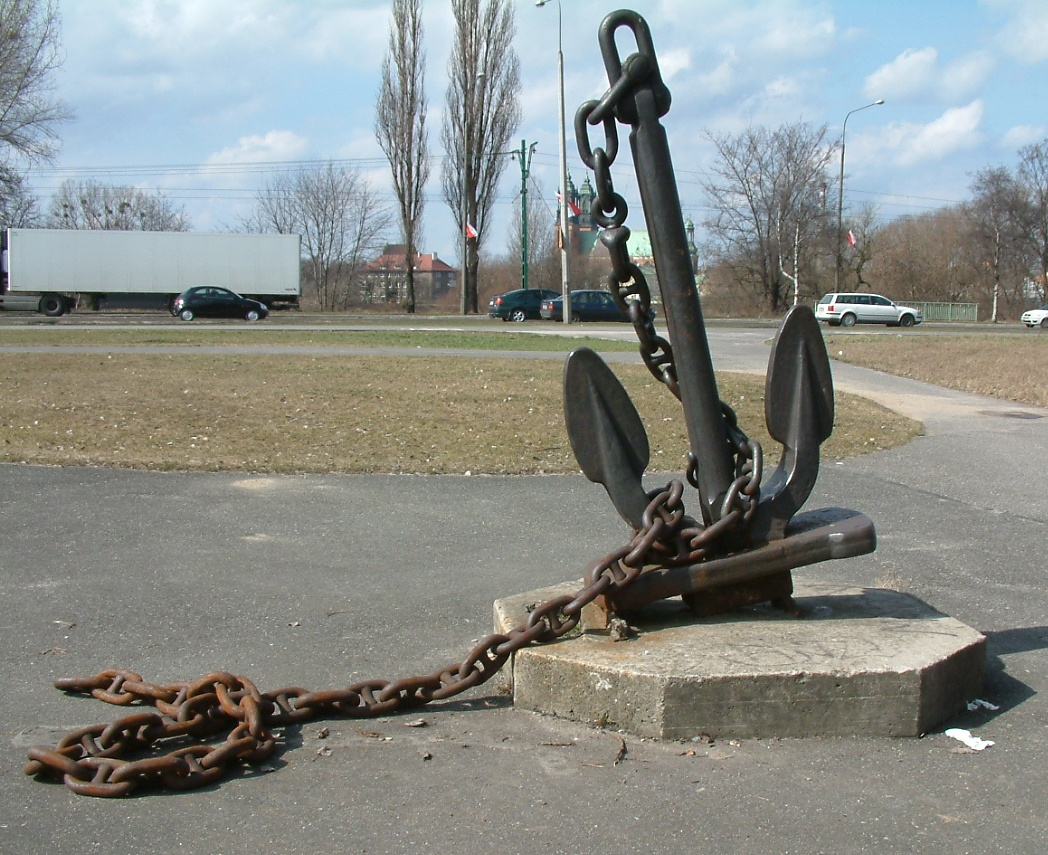
ポズナンにある錨

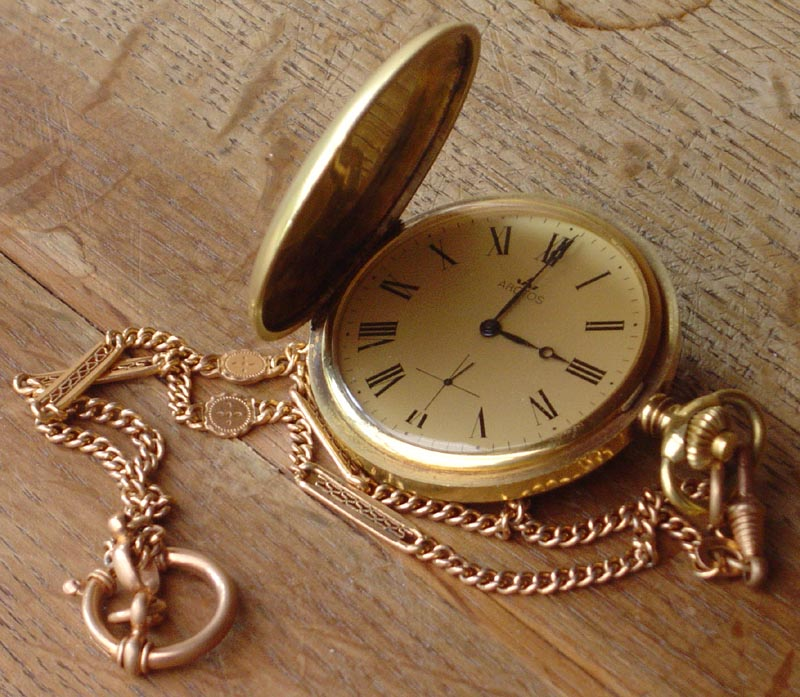
懐中時計につけられたウォッチチェーン

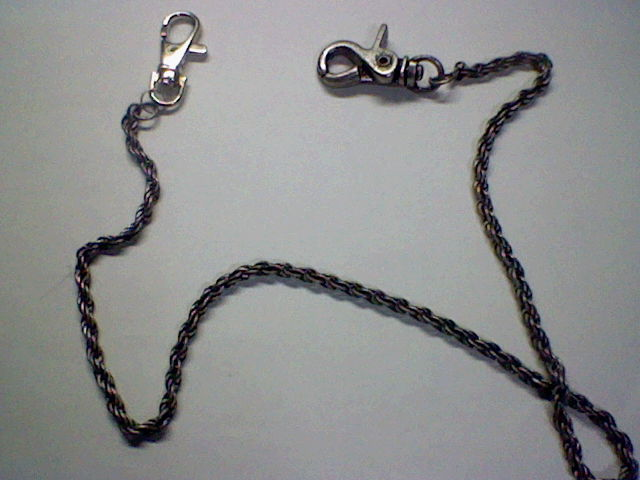
ウォレットチェーン

- 錨鎖（びょうさ、アンカーチェーン）

船舶の停泊時の浮動を抑える錨は、古くは繊維ロープで繋がれていたが、大型化する船を繋ぎ止めるため鎖を用いるようになった。また鋼線ワイヤーロープでは弾力性のため、張力が働いていない状態では浮き上がりやすくなったり、腐蝕性のある海水に恒常的にさらされる都合上、現代でも鎖が用いられる。ねじれた状態の鎖は引張に耐える強度が劇的に低下するため、錨鎖はリンク中央に筋交いを入れて船の動きや潮の流れに揉まれてもねじれやズレを生じないようにしている、
- ウォッチチェーン

懐中時計に付ける鎖。三つ揃えのスーツの場合、ベストのポケットに時計本体を納め、ボタンホールに鎖を止めて用いる。明治期の日本では金時計に金鎖をつけることが実業家にとって成功者としての象徴であり、夏目漱石の『吾輩は猫である』にも記されている。
- ウォレットチェーン

財布に付ける鎖。ベルトやベルトループに繋げておくことが多い。財布に取り付けずに、単なるベルト周りのアクセサリーとして使用する例もある。
- グラスチェーン

眼鏡に付ける鎖。かつては鼻眼鏡や片眼鏡の破損・紛失を防ぐために取り付けられた。日本の商標法施行規則に定める商品及び役務の区分には現在でも「鼻眼鏡用鎖」の字が残る。鼻眼鏡や片眼鏡が廃れた今日でも、外した眼鏡を首にかけておくためや、装飾として鎖が付けられることがある。
- ベリーチェーン

腰周りに付ける装飾用の鎖。ベリーダンスの衣装に用いられる事が名称の由来。ダンス用のものは大ぶりで装飾用のパーツがついた物が多い。女性用ファッションの装身具としても用いられ、この場合には細い鎖が使用される物が多い。ヘソに施したボディピアスと連結されているタイプも存在する。
- グルメット

馬具の轡に用いられる轡鎖。

## 工業規格
※（ ）内は主な材料
- JIS F2106（SS400、SWRM6、SBC490）：船、漁網、機械、車両、鉱業、その他一般用途。
- JIS F3303（SBC490）：フラッシュバット溶接アンカーチェーン。
- ISO Grage 40（SBC590、SBC690、SAE-15B25）：チェーンブロックなどの荷役用。

## 用途の例
運輸
- 錨、船の牽引
- ローラーチェーン（チェーンドライブ） - 自転車などに使われる動力伝達用の鎖

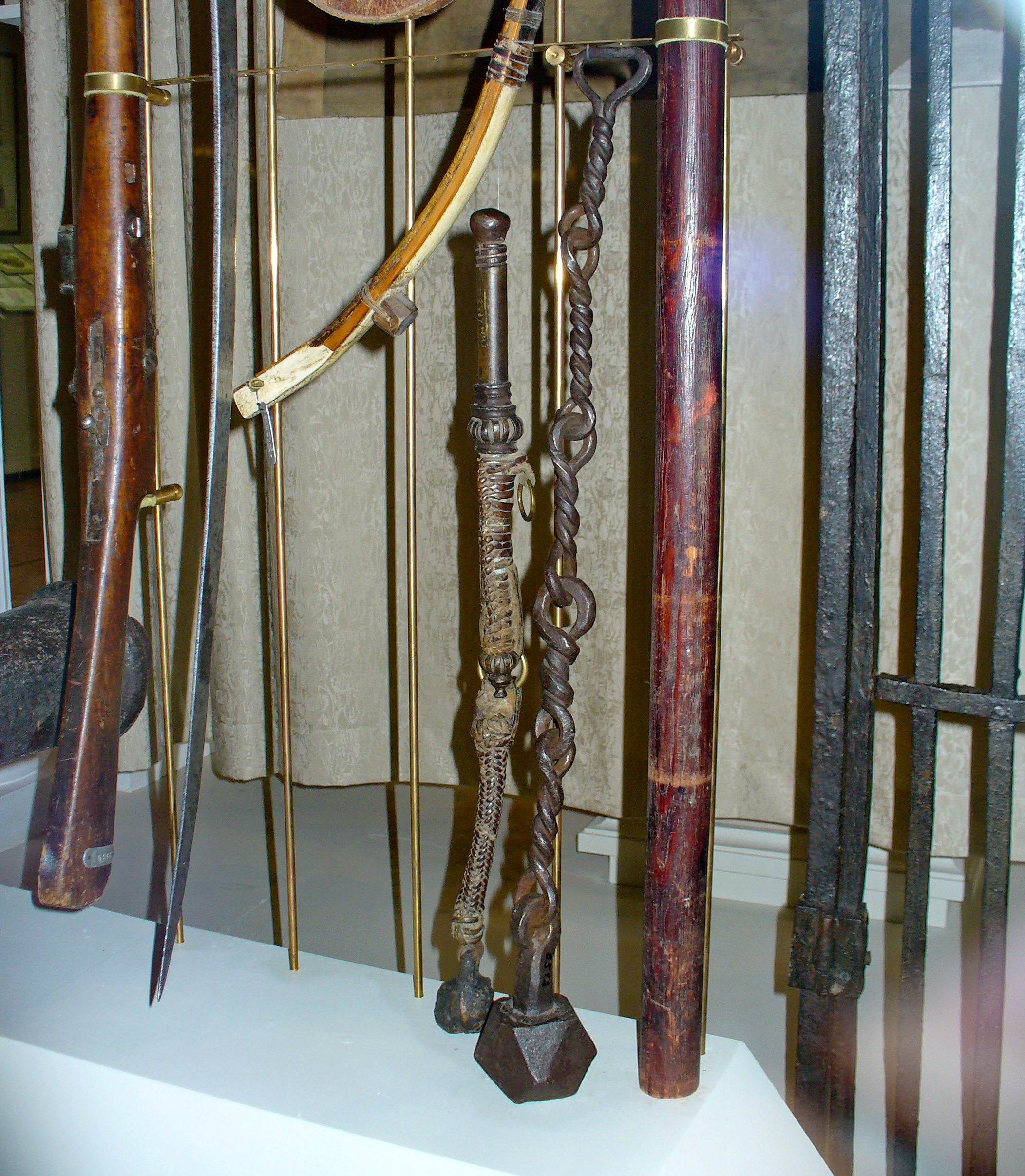
プガチョフの乱で使用されたКистеньという武器

- チェーンソー
- 玉掛用つりチェーン

武器
- 鎖分銅、フレイル、流星錘
- 鎖鎌
- 距趹渉毛（英語版）
- スラングショット（英語版） - 重りを中に入れた猿のこぶし結びもスラングショットと呼ばれる。
- 多節棍
- チェインウイップ（英語版）

防具
- 鎖帷子（チェーンメイル）

その他
- 拘束具[注釈 2] - 手錠など
- ドアチェーン
- 防鎖 - 軍事防衛上、港を閉鎖するのに使用された。

## 比喩表現
その形状的な特徴から、「連続する様子」の喩えとして「鎖」が使われる。鎖素子のことをリンクといい、比喩として何かを「接続するもの」を指すようになった。この記事をお読みのあなたが辿ってきたであろうハイパーリンクもこの比喩に由来する。インターネット上で単にリンクといえばハイパーリンクを指す。
鎖は古くから縄紐より厳重な封印・拘束のために用いられ、「封鎖」のように制約・束縛の喩えにもなっている。
- 連鎖反応
- 食物連鎖
- 人間の鎖
- チェーンメール
- チェーン店
- チェーンスモーキング - 途切れることなく立て続けに喫煙をすること。それを行う重度のヘビースモーカーを「チェーンスモーカー」と呼ぶ。
- チェーンギャング - 一連の鎖で数珠繋ぎに繋がれた囚人のこと。「チェインギャング」とも。

など。